# Vassyl Stous
Vassyl Semenovytch Stous (en ukrainien : Василь Семенович Стус, né le 6 janvier 1938 à Rakhnivka, dans l'oblast de Vinnytsia, en Ukraine soviétique et mort le 4 septembre 1985 au camp de Perm-36, en Russie soviétique) est un poète et journaliste ukrainien, l'un des membres les plus actifs du mouvement dissident ukrainien. En raison de ses convictions politiques, ses œuvres furent interdites par le régime soviétique et il fut condamné à de nombreuses reprises ; il passa 23 ans — près de la moitié de sa vie — en détention. Il est mort au goulag, dans le camp de détention Perm-36, le 4 septembre 1985, à l'isolement, officiellement d'une crise cardiaque.

## Biographie
Vassyl Stous est né le 6 janvier 1938, jour de la Noël orthodoxe dans le village Rahnivka de la région de Vinnytsia. Mais sa mère, craignant les persécutions du pouvoir soviétique, n'a pas osé inscrire sur le certificat de naissance la date de naissance de Jésus-Christ. C'est pourquoi une autre date a été enregistrée. Puis la famille a déménagé à Stalino (aujourd'hui Donetsk). 
Le premier recueil de poésies de  Vassyl Stous est apparu en 1962 pendant ses études de Littérature.
En 1963 Vassyl Stouss obtient son doctorat de l'Institut de littérature T. Chevtchenko de l'Académie des sciences. Le sujet de sa thèse était Les sources du caractère affectif de l'œuvre littéraire. Il a étudié les œuvres de Lev Tolstoï, de Boris Pasternak, de Marcel Proust, d'Albert Camus, de William Faulkner et d'autres.
L'administration était mécontente de Vassyl Stouss. Après sa protestation contre l'arrêt de 20 intellectuels ukrainiens, Vassyl est congédié de l'école doctorale, il est contraint de changer à maintes reprises son lieu de travail.
Le 12 janvier 1972 Vassyl Stous est arrêté, ses œuvres écrites pendant plus de 17 ans sont confisquées : poésie, articles satiriques, prose, traductions littéraires. Il est condamné à 5 ans de prison et envoyé en exil à Magadan. Lorsqu'en 1979 Vassyl Stous est revenu de l'exil à Kiev, son état de santé était déjà fragile.
Avant les jeux olympiques d'été de 1980 à Moscou, Chtcherbitsky[Qui ?] a ordonné d'expulser de Kiev tous les criminels, les prostituées, et les malfaiteurs. Après ses lettres à Sakharov, Loukianenko et Grigorenko, sa poésie étant jugée "propagandiste", il fut arrêté et condamné à une peine de 10 ans de prison, puis à 5 ans d'exil.
Ses proches l'ont vu pour la dernière fois en 1981. Il est déclaré mort d'une crise cardiaque en 1985. Il était âgé de 47 ans. On l'a enterré dans le tombeau numéro 9, sans nom ni prénom. En 1989, ses restes sont transférés au cimetière Baïkov à Kiev.
Il a été un des derniers prisonniers à mourir en cellule de détention en URSS après Iouri Galanskov en 1972 et avant Anatoli Martchenko en 1986 (Mikhaïl Gorbatchev décidant en 1987 - après le décès de ce dernier - de libérer tous les prisonniers politiques accusés d'opinions dissidentes).
Le 26 novembre 2005, il a reçu le titre posthume de Héros de l'Ukraine.
En 2008, la Banque nationale d'Ukraine a émis une monnaie commémorative de 2 hryvnia dédié à Vassyl Stous. Au revers de cette monnaie est gravé un portrait de Stous avec une mosaïque stylisée "L'oiseau-femme" d'Alla Horska.

## Recueils de poèmes
- 1965 - Круговерть
- 1970 - Зимові дерева (Arbres d'hiver)
- 1971 - Веселий цвинтар (Joyeux cimetière)
- 1972 - Час творчості (Le temps de création)
- 1977 - Палімпсести